# Kalkulus
Kalkulus er en norsk matematikbog, der anvendes på universiteter og højskoler. I Danmark er den bl.a. blevet brugt i matematikundervisningen på Københavns Universitet. Den er skrevet af professor Tom Lindstrøm fra Universitetet i Oslo. Bogen henvender sig til studerende inden for matematik, fysik, informatik, geologi, kemi og biologi.

## Bogens emner
Selvom bogen if. titlen omhandler emnerne differentialregning, integralregning og differentialligninger, finder man også indledende emner om naturlige, reelle og komplekse tal. Bogens kapitler er som følger:
- Naturlige tal
- Reelle tal
- Komplekse tal
- Følger
- Kontinuerlige funktioner
- Differentiable funktioner
- Anvendelser og udvidelser
- Integration
- Integrationsteknik
- Differentialligninger
- Funktionsfølger
- Rækker

Dette er yderligere suppleret med eksempler, illustrationer, citater, udsnit af matematikkens historie, facitlister m.m.
| Naturvidenskab | Spire Denne naturvidenskabsartikel er en spire som bør udbygges. Du er velkommen til at hjælpe Wikipedia ved at udvide den. |